# Nelly Mbangu
Nelly Mbangu es una defensora de los derechos de las mujeres y los niños congoleños. Ha participado en muchas organizaciones no gubernamentales en este campo y cofundó un movimiento para reunir a 30 organizaciones con objetivos similares. Es una defensora de los derechos humanos y coordinadora de the Help and Action for Piece - Aide et Action pour la Paix (Ayuda y Acción para la Paz (AAP). Además, esta organización trabaja en temas de buena gobernanza, resolución de conflictos y disputas sobre derechos de tierras, problemas que a menudo afectan a las mujeres.

## Trayectoria
Nelly Mbangu hace campaña por los derechos de las mujeres y los niños en Kivu del Norte, República Democrática del Congo . Uno de sus principales objetivos es enseñar a los niños que las mujeres pueden tener roles importantes más allá de la cocina. En 2000, Mbangu acogió con satisfacción la implementación de la Resolución 1325 del Consejo de Seguridad de la ONU, que aumentó la participación de las mujeres en las misiones de paz y seguridad de la ONU; ella había visto de primera mano cómo los bloqueos en el acceso a los servicios habían afectado a las mujeres en los campos de refugiados.
Mbangu es cofundadora y presidenta de Dynamique des femmes jurists (DFJ), una organización no gubernamental que trabaja para crear conciencia sobre los problemas de los derechos de las mujeres en el este del Congo. El DFJ busca brindar asesoría legal a las mujeres y mejorar su acceso a la justicia. El DFJ también brinda ayuda financiera, atención psicológica y servicios sociales a las supervivientes de violencia sexual y doméstica. 
Mbangu fue directora del Centro de Investigación de Democracia, una organización dirigida conjuntamente por Development Alternatives Incorporated, USAID y el Campo de Refugiados de Goma, de 2006 a 2008. Fue gerente de proyectos de HelpAge International desde 2009 hasta 2011.
Desde 2012 hasta 2017, Mbangu fue coordinadora de Aide et Action pour la Paix (AAP), una organización que busca mejorar los derechos de las mujeres y los niños, promover el buen gobierno, resolver las disputas sobre la tierra y proteger el medio ambiente y los recursos naturales. Mbangu forma parte del comité directivo de AAP África.
Mbangu también ayudó a establecer Sauti ya Mama Mukongomani, un "movimiento de mujeres por la paz y la seguridad" que reúne a 30 de las principales organizaciones de mujeres en el Congo. Desde 2017, participa en el programa de Fonds pour les Femmes Congolaises.